# Я переродився торговим автоматом і тепер блукаю підземеллям
«Я переродився торговим автоматом і тепер блукаю підземеллям» (яп. 自動販売機に生まれ変わった俺は迷宮を彷徨う, Jidōhanbaiki ni Umarekawatta Ore wa Meikyū o Samayō) — серія ранобе, написана Хірукумо та проілюстрована Іцуою Като (у початковому виданні) і Юкі Хагуре (у переробленому виданні).
Спочатку серія була опублікована у 2016 році як веброман на платформі Shōsetsuka ni Narō. Пізніше того ж року права на неї придбало та випустило видавництво Kadokawa Shoten.
Адаптація у форматі манґи, створена Кунієдою, почала виходити у сьонен-журналі Dengeki Daioh від ASCII Media Works у серпні 2021 року. Як ранобе, так і манґа були ліцензовані англійською мовою видавництвом Yen Press. Переклад та видання манґи українською мовою здійснюється видавництвом MAL'OPUS починаючи з 2025 року.
Аніме-адаптація від студій Studio Gokumi та AXsiZ транслювалася з липня по вересень 2023 року. Другий сезон почав транслюватись у липні 2025 року.

## Синопсис
Безіменний японський отаку, який захоплювався торговими автоматами, гине коли на нього падає один із них. Однак він несподівано перероджується у фентезійному підземному світі у вигляді свідомого торгового автомата. Він може бачити й чути, але не може рухатися, а його мова обмежується стандартними фразами японських автоматів, такими як «Ласкаво просимо» чи «На жаль». Як торговий автомат, він виявляє, що здатен видавати будь-які товари, які купував у своєму минулому житті, а також накопичувати очки через продажі, що дозволяє йому виживати. Крім того, він може витрачати зайві монети на додаткові функції, налаштовувати асортимент і змінювати ціни на товари. Він також має магічні здібності, зокрема зміну форми, невидимість, телекінез та захисне силове поле. Опинившись у глушині, він зустрічає Ламміс, молоду мисливицю, яка володіє навичкою «Благословення Сили», що робить її неймовірно сильною, але вона ще не навчилася правильно контролювати свою силу. Вона швидко прив'язується до автомата, який називає Бокксо, і починає носити його на спині, що не тільки дозволяє йому пересуватися, а й допомагає їй краще регулювати свою надмірну силу. Серія розповідає про їхні пригоди у підземеллі та персонажів, яких вони зустрічають.

## Історія створення
В післямові до першого тому Хірукумо розповідає про шлях до публікації «Я переродився торговим автоматом і тепер блукаю підземеллям». Спочатку він допомагав батькові у веденні сімейного бізнесу, проте після його трагічної смерті внаслідок падіння з висоти закрив справу та вирішив присвятити себе письменництву. Ця подія залишила в нього страх висоти, а також змусила замислитися: «Я не знаю, коли помру так само, як мій батько. Чи зробив я все, що хотів у житті?». Він почав публікувати свої роботи на платформі Shōsetsuka ni Narō, зокрема інше ісекай-оповідання та бойовий роман у футуристичному антуражі, але спершу вони не мали успіху. Після чотирьох років невдач «Я переродився торговим автоматом» стало його останньою спробою. Він писав цю історію у своєму власному стилі, не орієнтуючись на очікування читачів і саме вона принесла йому найбільшу популярність.

## Персонажі
Бокксо (яп. ハッコン, Hakkon)
Сейю: Джюн Фукуяма
Головний герой серії. До переродження був японським отаку, який захоплювався торговими автоматами та загинув, коли на нього впав один із них. Його теперішнє ім'я дала йому Ламміс. Як торговий автомат, Бокксо може спілкуватися лише стандартними фразами, не може самостійно рухатися, проте бачить і чує. Він може продавати та видавати необмежену кількість товарів, отримуючи за це очки для покращення своїх функцій. Має цифровий ігровий автомат, здатність змінювати форму, створювати силове поле для захисту та нагороджувати людей безкоштовними товарами.
Ламміс (яп. ラッミス, Rammisu)
Сейю: Каеде Хондо
Молода енергійна мисливиця, яка володіє навичкою «Благословення Сили», що робить її надзвичайно сильною, проте вона не вміє контролювати свою силу. Це вирішується, коли вона починає носити Бокксо на спині, що допомагає їй регулювати свою міць. Живе на рівні Озера Чистого Потоку. Основна любовна зацікавленість Бокксо та його головний засіб пересування. Через трагічну загибель батьків від рук монстрів вона ненавидить втрачати близьких і зробить усе, щоб не розлучатися з Бокксо.
Хюлмі (яп. ヒュールミ, Hyūrumi)
Сейю: Шікі Аокі
Дитяча подруга Ламміс, яка поводиться, як її старша сестра. Талановита інженерка магічних предметів із хлопчачим характером. Перша, хто дізнається, що Бокксо має людську душу. Як і Ламміс, втратила батьків через напад монстрів.
Суорі (яп. スオリ)
Сейю: Шідзуку Хошіноя
Дочка багатого магната, егоїстична, вперта та самовпевнена. Виявляє великий інтерес до Бокксо та навіть намагалася купити його. Її головна суперниця — Канаші.
Директор Ведмідь (яп. 熊会長, Kuma Kaichō)
Сейю: Ацуші Міявучі
Буквально ведмідь, який очолює Асоціацію мисливців на рівні Озера Чистого Потоку. Справжнє ім'я — Бомі (яп. ボミー, Bomī).
Керіоіл (яп. ケリオイル, Kerioiru)
Сейю: Казуя Накай
Лідер Звіринця Дурнів. Досить зарозумілий, проте дуже вправний боєць. Бокксо має до нього особисту неприязнь.
Фільміна (яп. フィルミナ, Firumina)
Сейю: Ай Каяно
Заступниця Керіоіла у Звіринці Дурнів. Часто дратується через зарозумілість свого лідера.
Шуї (яп. シュイ)
Сейю: Мію Томіта
Мисливиця та подруга Ламміс, член Звіринця Дурнів. Відома своїм величезним апетитом.
Ширлі (яп. シャーリィ, Shārī)
Сейю: Нанако Морі
Красива й ввічлива жінка, яка керує «нічним бізнесом» на рівні Озера Чистого Потоку. Бокксо має до неї симпатію.
Ака (яп. 赤)
Сейю: Даікі Ямашіта
Член Звіринця Дурнів.
Шіро (яп. 白)
Сейю: Джюня Еноґі
Член Звіринця Дурнів.
Мішуель (яп. ミシュエル, Mishueru)
Сейю: Такуя Егучі
Красивий, проте боягузливий мисливець, який погано комунікує з людьми. Пізніше приєднується до Звіринця Дурнів.

## Медіа

### Ранобе
Хірукума спочатку опублікував серію онлайн як веброман на сайті Shōsetsuka ni Narō з 3 березня до 18 грудня 2016 року.
Kadokawa Shoten придбала серію для публікації у форматі ранобе. Перший том вийшов 1 серпня 2016 року. У 2017 році під час Anime Expo, Yen Press оголосили, що отримали ліцензію на англійський випуск серії.
З виходом аніме-адаптації Kadokawa випустила оновлене видання ранобе з новими ілюстраціями від Хаґуре Юукі.
| № | Дата виходу                                         | ISBN                                                            |
| - | --------------------------------------------------- | --------------------------------------------------------------- |
| 1 | 1 серпня 2016 (оригінал) 30 червня 2023 (оновлення) | ISBN 978-4-04-104728-6 (оригінал) 978-4-04-111959-4 (оновлення) |
| 2 | 1 жовтня 2016 (оригінал) 1 вересня 2023 (оновлення) | ISBN 978-4-04-104729-3 (оригінал) 978-4-04-111960-0 (оновлення) |
| 3 | 1 лютого 2017 (оригінал) 28 грудня 2023 (оновлення) | ISBN 978-4-04-105174-0 (оригінал) 978-4-04-111961-7 (оновлення) |

### Манґа
Манґа-адаптація з ілюстраціями Куніеди почала виходити в журналі сьонен-манґи Dengeki Daioh від ASCII Media Works 27 серпня 2021 року. Манґа також ліцензована Yen Press як цифрова симульпублікація. Українською манґа видається MAL'OPUS у перекладі Юлії Саржани.
| № | Японською       | Японською              | Українською    | Українською            |
| № | Дата виходу     | ISBN                   | Дата виходу    | ISBN                   |
| - | --------------- | ---------------------- | -------------- | ---------------------- |
| 1 | 25 березня 2022 | ISBN 978-4-04-914323-2 | 19 лютого 2025 | ISBN 978-617-8168-40-7 |
| 2 | 25 березня 2023 | ISBN 978-4-04-914964-7 | —              | —                      |

### Аніме
У серпні 2022 року було оголошено, що серія отримає аніме-адаптацію. Пізніше підтвердили, що це буде телевізійний серіал, спродюсований Slow Curve, анімацією займалися Studio Gokumi та AXsiZ. Режисером став Норіакі Акітая, Масаюкі Такахаші працював помічником режисера, Тацуя Такахаші відповідав за сценарій, Такехіро Сакаї адаптував ілюстрації Юкі Хагуре для анімації, а Юта Уракі та Кейта Такахаші створили музику.
Перший сезон виходив у ефір з 5 липня до 20 вересня 2023 року на Tokyo MX та інших телеканалах. Відкриваючою піснею стала «Фанфари» (яп. ファンファーレ) у виконанні BRADIO, а завершальною – «Звичний суп» (яп. いつものスープ) від Peel the Apple. Crunchyroll транслював серію за межами Азії. Після виходу в ефір фінального епізоду першого сезону було анонсовано другий сезон. Персонал і акторський склад першого сезону повертаються до своїх ролей, причому Такаші Ямамото замінить Акітаю на посаді режисера. Прем'єра запланована на 2 липня 2025 року на Tokyo MX та інших мережах Відкриваюча пісня — «Mirai Cider» (Future Cider) у виконанні BRADIO, тоді як закриваюча пісня — «Boku Dake no Chiheisen» (A Horizon Only for Me) у виконанні Айни Айби.
Після виходу останньої серії першого сезону було оголошено другий сезон. Сезон вийшов 2 липня 2025 року із тим самим акторським та виробничим складом, але Такаші Ямамото замінив Норіакі Акітая на посаді режисера. Початкова пісня «Mirai Cider» (яп. 未来サイダー) виконана гуртом BRADIO, тоді як кінцева «Boku Dake no Chiheisen» (яп. 僕だけの地平線, Горизонт тільки для мене) виконана Aina Aiba.

#### Список серій
| № серії | Назва серії | Режисер(и)                    | Сценарист(и)   | Режисер(и) анімації            | Оригінальна дата показу |
| ------- | --- | ----------------------------- | -------------- | ------------------------------ | ----------------------- |
| 1       | «Торговий автомат подорожує» Транслітерація: «Jidōhanbaiki, Idō Suru» (яп. 自動販売機、移動する)                               | Міхіро Ямагучі                | Тацуя Такахаші | Норіакі Акітая                 | 5 липня 2023            |
| 2       | «З'являється жаб'ячий король-злодій» Транслітерація: «Ōkawazujinma ga Arawareta» (яп. 王蛙人魔が現れた)                        | Тацуя Фудзінака               | Ютака Ясунага  | Ройден Б Хіроюкі Осіма         | 12 липня 2023           |
| 3       | «Відбудова» Транслітерація: «Fukkō» (яп. 復興)                                                                                 | Масатеру Номі                 | Тацуя Такахаші | Хіроюкі Осіма                  | 19 липня 2023           |
| 4       | «Бокс викрадають» Транслітерація: «Hakkon, Yūkai Sareru» (яп. ハッコン、誘拐される)                                            | Міхіро Ямагучі                | Ютака Ясунага  | Хірокадзу Ямада                | 26 липня 2023           |
| 5       | «Марнославство, гордість і торговий автомат» Транслітерація: «Mie to Puraido to Jidōhanbaiki» (яп. 見栄とプライドと自動販売機) | Суміто Сасакі                 | Ютака Ясунага  | Варуо Сузукі                   | 2 серпня 2023           |
| 6       | «Бойовий торговий автомат» Транслітерація: «Tatakau Jidōhanbaiki» (яп. 戦う自動販売機)                                         | Тору Хамасакі                 | Тацуя Такахаші | Хікару Такеучі Кодзі Йосікава  | 9 серпня 2023           |
| 7       | «Ненажерливі дияволи» Транслітерація: «Bōshoku no Akumadan» (яп. 暴食の悪魔団)                                                 | Тацуя Фудзінака               | Ютака Ясунага  | Йо Накано Норіакі Акітая       | 16 серпня 2023          |
| 8       | «Полум'яний Скелет Лабіринтового Пласту» Транслітерація: «Meiro Kaisō no Enkyokotsuma» (яп. 迷路階層の炎巨骨魔)                | Суміто Сасакі                 | Тацуя Такахаші | Кадзума Такея Масаюкі Такахаші | 23 серпня 2023          |
| 9       | «Не-ідеальний герой» Транслітерація: «Risō no Eiyū Miman» (яп. 理想の英雄未満)                                                 | Масатеру Номі                 | Ютака Ясунага  | Варуо Сузукі                   | 30 серпня 2023          |
| 10      | «Шлункові засоби» Транслітерація: «Ibukuro no Hate ni» (яп. 胃袋の果てに)                                                      | Суміто Сасакі                 | Тацуя Такахаші | Шінічі Танабе                  | 6 вересня 2023          |
| 11      | «Плач мертвих» Транслітерація: «Mōja no Nageki Kaisō» (яп. 亡者の嘆き階層)                                                     | Суміто Сасакі Масатеру Номі   | Ютака Ясунага  | Варуо Сузукі                   | 13 вересня 2023         |
| 12      | «Що можна зробити як торговий автомат» Транслітерація: «Jidōhanbaiki Toshite Dekiru Koto» (яп. 自動販売機として出来ること)     | Суміто Сасакі Тацуя Фудзінака | Тацуя Такахаші | Суміто Сасакі Норіакі Акітая   | 20 вересня 2023         |

## Сприйняття
«Я переродився торговим автоматом і тепер блукаю підземеллям» загалом отримав схвальні відгуки. Терон Мартін з Anime News Network позитивно оцінив перший том, відзначивши унікальний підхід до жанру ісекай, стиль письма Хірукуми та взаємини Бокксо і Ламміс, які він назвав вражаючими, зазначивши що автору не довелося вдаватися до заїжджених кліше. Підсумовуючи, що «божевільна концепція цього роману приверне увагу, але якість написання утримає її», він втім розкритикував використання фансервісу, який видався йому натягнутим, а також типові для ісекай-серій RPG-елементи.
Роберт Фрейзер з UK Anime Network назвав Reborn as a Vending Machine «ковтком свіжого повітря, що очищає застояний жанр ісекай», пояснюючи, що «набагато цікавіше перемагати лиходія за допомогою Diet Coke та Mentos, а не просто запускати в нього саянський енергобласт».
Ребекка Сільверман та Лінзі Ловерідж у Spring 2018 Light Novel Guide від Anime News Network також похвалили сетинг, хоча зазначили, що стиль написання «нагадує фанфік рівня аматорської творчості». Водночас вони визнали, що роман все ж «залишається захопливим чтивом», оскільки його структура нагадує So I'm a Spider, So What? та That Time I Got Reincarnated as a Slime.
Ловерідж внесла смерть головного героя — «Смерть від торгового автомата» — до свого списку «7 найдивніших смертей у жанрі ісекай».